# Muzeum Historii Naturalnej w Kopenhadze
Muzeum Historii Naturalnej (dk. Statens Naturhistoriske Museum) w Kopenhadze zostało powołane do życia 1 stycznia 2004 roku poprzez połączenie czterech odrębnych instytucji: Ogrodu Botanicznego, Muzeum Botanicznego i Biblioteki, oraz Muzeum Geologicznego i Muzeum Zoologicznego. Jest jednostką Uniwersytetu w Kopenhadze.